# Juan Lagares
Juan Osvaldo Lagares (ur. 17 marca 1989) – dominikański baseballista, który występował na pozycji środkowozapolowego.

## Przebieg kariery
W wieku 17 lat podpisał kontrakt z organizacją New York Mets, występując początkowo w klubach farmerskich tego zespołu, między innymi w Las Vegas 51s, reprezentującym poziom Triple-A. W Major League Baseball zadebiutował 23 kwietnia 2013 w meczu przeciwko Los Angeles Dodgers jako pinch hitter, w którym zaliczył single'a. Pierwszego home runa zdobył 19 maja 2013 w spotkaniu z Chicago Cubs rozegranym na Wrigley Field.
W sezonie 2014 został wyróżniony spośród środkowozapolowych otrzymując Złotą Rękawicę.

## Nagrody i wyróżnienia
| Nagroda/wyróżnienie  | Lata | Źródło |
| Gold Glove Award     | 2014 | [ 4 ]  |
| Fielding Bible Award | 2014 | [ 5 ]  |